# Juan María Uribezubia Velar
Juan María Uribezubia Velar   (Elorrio, 4 d'abril de 1940 - Durango, 14 de juliol de 2018) va ser un ciclista basc, que fou professional entre 1961 i 1969. Era el germà gran del també ciclista José Luis Uribezubia.
En el seu palmarès destaquen dues victòries d'etapa a la Volta a Catalunya, el 1961 i 1969, i la general de la Volta a La Rioja del 1965.

## Palmarès
- 1961
  - Vencedor d'una etapa de la Volta a Catalunya
- 1965
  - 1r a la Volta a La Rioja i vencedor d'una etapa
- 1966
  - 1r a la Volta a Mallorca i vencedor d'una etapa
- 1967
  - 1r a la Volta a Aragó
- 1969
  - Vencedor d'una etapa de la Volta a Catalunya

### Resultats a la Volta a Espanya
- 1964. Abandona
- 1966. 20è de la classificació general
- 1968. 28è de la classificació general
- 1969. 20è de la classificació general

### Resultats al Tour de França
- 1964. 41è de la classificació general